# Jean Val Jean
Jean Val Jean (* 19. Juni 1980 in Montluçon, Département Allier, Frankreich) ist das Pseudonym von Emmanuel Delcour, einem französischen Küchenchef, Personal Trainer und ehemaligen Pornodarsteller, der von 2004 bis 2009 sowie 2016 bis 2018 in der Sexindustrie tätig war. Als Küchenchef ist er unter seinem Geburtsnamen und als Pornodarsteller unter seinem Pseudonym bekannt.

## Karriere und Leben
Bereits im Alter von 14 Jahren stand für Emmanuel fest, dass er Pornodarsteller in den Vereinigten Staaten werden wollte. Zehn Jahre später, im Jahr 2004, debütierte er schließlich in der Sexindustrie als Pornodarsteller unter seinem Pseudonym Jean Val Jean. Sein Debüt erreichte er, indem er Produzenten auf einer AVN-Convention in den Vereinigten Staaten ansprach. Er legte ein erfolgreiches Debüt hin und war in der Industrie stark nachgefragt aufgrund seines Aussehens, seiner Penisgröße und Sexualpraktiken. Außerdem spielte er in erfolgreichen Pornofilmen wie Island Fever 4 und Adam & Eve's Eden mit. Im Jahr 2007 erhielt er sogar die Auszeichnung Male Foreign Performer of the Year bei den AVN Awards. Im Anschluss folgte eine Auszeit in seiner pornografische Karriere, da er sich unter seinem Geburtsnamen der öffentlichen Unterhaltungsindustrie widmete. Er spielte unter anderem Nebenrollen in CSI: Vegas, Immortally Yours (Kiss of the Vampire), It’s Always Sunny in Philadelphia, Jane the Virgin und The Last Ship.
Im November 2009 spielte er bei der Bravo-Kochshow Chef Academy mit, wo er als Grafikdesigner, der fünf Jahre in  Bordeaux studiert haben soll, beschrieben wurde. Auch in der Reality-Show Keeping Up with the Kardashians trat er auf.
Seit 2018 verkauft er unter anderem eigene Kunstwerke.

## Auszeichnungen
Gewonnene Auszeichnungen
- AVN Awards
  - 2007: Male Foreign Performer of the Year[4]
  - 2007: Best Group Sex Scene – Video

Nominierungen
- AVN Awards
  - 2005: Best Male Newcomer
  - 2006: Best Three-Way Sex Scene
  - 2006: Best Group Sex Scene – Film
  - 2007: Best Sex Scene Coupling – Film
  - 2007: Best Oral Sex Scene – Film
  - 2007: Best Three-Way Sex Scene
  - 2007: Best Anal Sex Scene – Video
  - 2008: Male Performer of the Year
  - 2008: Best Three-Way Sex Scene
  - 2008: Best Group Sex Scene – Video
  - 2008: Best Couples Sex Scene – Video
  - 2008: Best Anal Sex Scene – Video
  - 2018: Best Group Sex Scene
- X-Rated Critics’ Organization, USA
  - 2005: New Stud